# Merines
Els merines o poble merina són una nació de l'illa de Madagascar els orígens dels quals es troben a Borneo, d'on van emigrar entre el 200 aC i el 300 dC. Inicialment coneguts com a hoves i establerts a la costa sud-oriental, a partir del segle xv es van traslladar a les muntanyes del centre de l'illa i es van barrejar amb els vazimbes. El segle xvi es va crear el regne anomenat Imerina (Les Terres Altes sota el Sol) que fou liquidat pels francesos el 1897.

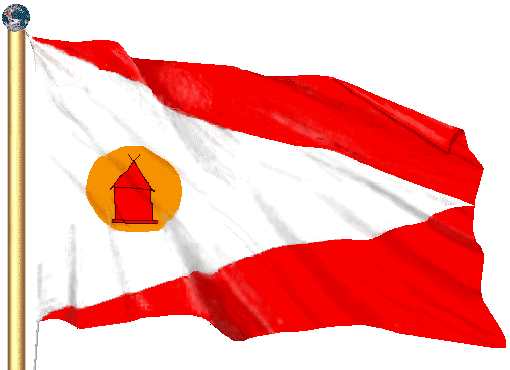
Bandera de la nació merina

Avui dia la nació merina busca el seu renaixement polític, cultural i nacional, fins i tot la independència. La bandera de la nació merina conserva els colors predominants en les banderes dels reis d'Imerina, blanc i roig.